# Сабљарка (риба)
Сабљарка или гарда (лат. Pelecus cultratus) слатководна је риба из фамилије шарана (Cyprinidae). 

## Опис и грађа
Сабљарка има тело прекривено ситном сјајном крљушти. Због положаја главе делује полу-савијено и изгледом подсећа на сабљу, по чему је и добила име. Сабљарка може да достигне тежину до 2 kg и да нарасте око пола метра. Грудна пераја су доста дугачка и досежу скроз до трбушних пераја. Уста јој се налазе на горњем делу главе и окренута су нагоре. 
У водама Србије је малобројна, па нема велики привредни значај.

## Навике, станиште, распрострањеност
Сабљарка живи у великим рекама и храни се ларвама риба, бескичмењацима и инсектима који падају у воду. Млађ сабљарке се храни зоопланктоном.
У Србији насељава низијске воде црноморског слива.

## Размножавање
Сабљарка се мрести у мају и јуну. Женка положи око 300 000 јајашаца икре. Док их носи водена струја ембриони се у јајним опнама развијају неколико дана. Полну зрелост стиче са 3 - 4 године.